# Pierrot (banda)
Pierrot (estilizado em maiúsculas como PIERROT) foi uma banda japonesa de rock visual kei, formada em 1994 em Nagano. Após entrarem na EMI em 1998, esgotaram seu primeiro show no Nippon Budokan no ano seguinte. Sua formação oficial contava com Kirito, Jun, Aiji, Kohta e Takeo e após os três primeiros embarcarem em outros projetos musicais, Pierrot se dissolveu em 2006. 
Pandora no Hako foi considerado um dos melhores álbuns de 1989 a 1998 em uma edição da revista musical Band Yarouze. O álbum Finale, o primeiro na EMI, foi certificado disco de ouro pela RIAJ. Pierrot e Dir en grey foram nomeados como "a gigante dupla da segunda geração do visual kei" na época e eram considerados rivais. O baixista do Dir en grey Toshiya foi um dos roadies do Pierrot.

## Carreira

### Formação e álbum de estreia (1994)
Kirito, Jun, Hidelow e o irmão mais novo de Kirito e membro suporte até então, Kohta, formaram em 1990 uma banda chamada Crash & Noise, mudando seu nome para Dizy-Lizy em 1991 e para Pierrot em 1994. Neste ano, o baterista Luka entrou para ajudá-los a completar sua formação, oficializando Kohta como baixista, Kirito e Jun como guitarristas e Hidelow como vocalista. Lançaram duas demos e em seguida o álbum de estreia Kikurui Pierrot. Luka deixou a banda em novembro e foi substituído rapidamente por Takeo, contudo apenas três meses depois Hidelow também saiu. Kirito então se tornou o vocalista do Pierrot, e em seu lugar Aiji foi contratado como segundo guitarrista. Essa se tornou a formação clássica do Pierrot.

### Ascensão (1996–2006)
Pandora no Hako foi lançado em 21 de julho de 1996 e trouxe fama para a banda, levando-os a assinar com a Sweet Child Records e gravar o EP Celluloid no ano seguinte. Também puderam participar do evento anual Sweet Trance, organizado pela gravadora, até 2002. Conseguiram contrato com a Toshiba EMI em 1998 e lançaram Finale no ano seguinte, incluindo o single "Haruka..." que se tornou abertura do anime Kamikaze Kaitou Jeanne e os outros singles também bem sucedidos "Mad Sky", "Clear Sky" e "Last Letter". Este foi o álbum do Pierrot o que alcançou a maior posição na Oricon e o álbum de estúdio mais vendido, sendo certificado disco de ouro pela RIAJ por vender mais de 100 mil cópias. 1999 também foi marcado pela primeira apresentação do Pierrot no Nippon Budokan, o show final da turnê Rising a [Mad Sky], que vendeu todos os ingressos e atraiu mais de 14,000 pessoas. Quatro meses depois do show, Pierrot, ao lado de Buck-Tick, Megadeth, entre outros, se apresentou no festival Beautiful Monsters Tour, organizado por Marilyn Manson no Fuji-Q Highland.
Antes de enfrentar problemas com a EMI e mover para a Universal Music Japan em 2001, Pierrot lançou Private Enemy em 22 de dezembro de 2000. O álbum seguinte veio dois anos depois, nomeado Heaven the Customized Landscape. Um álbum de regravações de suas canções independentes, Dictator’s Circus, foi lançado em 2003 e é o álbum geral mais vendido da banda. Neste mesmo ano, lançaram o álbum ID Attack e um single triplo: "Barairo no Sekai/Neogrotesque/Yuyami sucide", onde a primeira faixa seria tema de abertura do anime GetBackers. Em 1 de dezembro de 2004 lançaram o álbum Freeze. Em 2005 se iniciaram as vendas dois álbuns de greatest hits, Dictators Circus - A variant Bud e Dictators Circus - A deformed Bud. O single "Hello" foi anunciado para ser lançado em 21 de junho de 2006, e acabou sendo o último single do Pierrot.

### Separação, outros projetos e reuniões (2005–presente)
Kirito iniciou carreira solo em 2005. Jun e Aiji também resolveram investir em outros projetos, e eventualmente os dois quiseram deixar a banda. Com isso, foi anunciado em 12 de abril de 2006 no site oficial do Pierrot que eles estavam se separando, apesar das tentativas de Kohta e Takeo de manter o grupo. Incomumente para as bandas japonesas, não houve um show de despedida. Jun embarcou na banda ALvino com Koji (La'cryma Christi) e o vocalista Shouta. Aiji formou o duo LM.C com o cantor Maya e Kirito formou a banda Angelo com Kohta e Takeo em agosto de 2006, pausando sua carreira solo. Após 15 anos e 13 álbuns de estúdio, Angelo entrou em hiato em 2022 e Kirito reativou sua carreira solo.
Pierrot anunciou em 12 de abril de 2014, exatos 8 anos após sua separação, que iriam se reunir para dois shows no Saitama Super Arena nos dias 24 e 25 de outubro. Em 2017, se reuniram mais uma vez para se apresentar com o Dir en grey na performance de dois dias Androgynos, em 7 e 8 de julho na Yokohama Arena. Na época em que Pierrot era ativo, as duas bandas eram consideradas rivais, e a apresentação foi chamada de "reconciliação histórica". Em 2024 este show em dupla aconteceu novamente, dessa vez chamado Androgynos -The Final War-, nos dias 11 e 12 de outubro no Ginásio Nacional Yoyogi. 
Em 10 de setembro os trabalhos da banda foram liberados em serviços de streaming.
Nos dias 8 e 9 de fevereiro de 2025 Pierrot se apresentou em Tóquio, sendo seus primeiros shows solo desde 2014. Em seguida, a banda se apresentará nos dias 17 e 18 de maio na Arena de Yokohama.

## Legado
Dir en grey e Pierrot foram considerados "a gigante dupla visual kei" da segunda geração. Yo-ka, vocalista do Diaura, e Miko, guitarrista do Exist Trace citam Pierrot como sua maior influência e que começaram as suas carreiras musicais graças ao Pierrot. Koudai do Royz também é um grande fã de Pierrot, Kirito e Angelo.
Em 2011, a banda Hanashounen Baddies fez um cover de "Kumo no Ito" do Pierrot para o álbum de homenagem a artistas visual kei dos anos 1990 CRUSH! -90's V-Rock best hit cover songs. No ano seguinte, -OZ- fez um cover de "Haruka..." para o álbum semelhante Counteraction - V-Rock covered Visual Anime songs Compilation-.

## Membros
- Kirito – vocais (1995–2006, 2014, 2017, 2024, 2025), guitarra (1994)
- Aiji – guitarra (1995–2006, 2014, 2017, 2024, 2025)
- Jun – guitarra (1994–2006, 2014, 2017, 2024, 2025)
- Kohta – baixo (1994–2006, 2014, 2017, 2024, 2025)
- Takeo – bateria (1994–2006, 2014, 2017, 2024, 2025)

Ex membros
- Hidelow – vocais (1994–1995)
- Luka – bateria (1994)

## Discografia
Álbuns e mini álbuns de estúdio
| Título                          | Lançamento             | Posição na Oricon | Vendas              |
| ------------------------------- | ---------------------- | ----------------- | ------------------- |
| Kichigai Pierrot (気狂いピエロ) | 24 de dezembro de 1994 | -                 | -                   |
| Pandora no Hako (パンドラの匣)  | 21 de julho de 1996    | -                 | -                   |
| Celluloid                       | 3 de setembro de 1997  | 63                | 4,850               |
| Finale                          | 7 de julho de 1999     | 5                 | 171,180 Ouro (RIAJ) |
| Private Enemy                   | 22 de novembro de 2000 | 14                | 41,810              |
| Heaven the Customized Landscape | 24 de maio de 2002     | 7                 | 53,010              |
| ID Attack                       | 23 de julho de 2003    | 6                 | 32,967              |
| Freeze                          | 1 de dezembro de 2004  | 12                | 30,994              |

Álbuns de compilação
| Título                                                                  | Lançamento             | Posição na Oricon | Vendas |
| ----------------------------------------------------------------------- | ---------------------- | ----------------- | ------ |
| Dictators Circus - Kijutsuteki Senritsu (DICTATORS CIRCUS -奇術的旋律-) | 17 de dezembro de 2003 | 16                | 27,306 |
| Dictators Circus - A variant Bud                                        | 6 de abril de 2005     | 6                 | 21,519 |
| Dictators Circus - A deformed Bud                                       | 8 de junho de 2005     | 15                | 15,708 |

### Singles
| Título                                                                                               | Lançamento              | Posição na Oricon | Vendas  |
| --- | ----------------------- | ----------------- | ------- |
| "Screen"                                                                                             | 22 de abril de 1998     | 36                | 10,640  |
| "Clear Sky" (クリア・スカイ)                                                                         | 10 de setembro de 1998  | 6                 | 119,560 |
| "Mad Sky -Koutetsu no Messiah-" (-鋼鉄の救世主-)                                                     | 2 de dezembro de 1998   | 5                 | 140,800 |
| "Haruka…" (ハルカ…)                                                                                  | 24 de fevereiro de 1999 | 10                | 118,480 |
| "Last Letter" (ラストレター)                                                                         | 28 de abril de 1999     | 5                 | 148,760 |
| "Creature"                                                                                           | 22 de dezembro de 1999  | 7                 | 86,830  |
| "Agitator"                                                                                           | 7 de junho de 2000      | 5                 | 102,250 |
| "Shinkei ga Wareru Atsui Yoru" (神経がワレル暑い夜)                                                  | 27 de setembro de 2000  | 10                | 73,160  |
| "DRAMATIC NEO ANNIVERSARY"                                                                           | 29 de agosto de 2001    | 5                 | 78,190  |
| Coccon                                                                                               | 21 de novembro de 2001  | 10                | 52,390  |
| '"Kowareteiku kono Sekai de" (壊れていくこの世界で)                                                  | 21 de junho de 2006     | 5                 | 43,830  |
| "Psychedelic Lover"                                                                                  | 21 de junho de 2006     | 7                 | 36,270  |
| "Hill - Genkaku no Yuki" (HILL-幻覚の雪)                                                             | 21 de junho de 2006     | 9                 | 38,994  |
| "Barairo no Sekai" (薔薇色の世界)/ "Neogrotesque" (ネオグロテスク)/ "Yuyami sucide" (夕闇スーサイド) | 21 de junho de 2006     | 4                 | 55,128  |
| "Nounai MORUHINE" (脳内モルヒネ)                                                                     | 3 de dezembro de 2003   | 16                | 16,570  |
| "Smiley Skeleton"                                                                                    | 30 de junho de 2004     | 8                 | 27,056  |
| "MYCLOUD"                                                                                            | 20 de putubro de 2004   | 7                 | 27,204  |
| "Hello"                                                                                              | 21 de junho de 2006     | 8                 | 26,083  |

Outros singles
- "Paradox" (6 de maio de 2001), limitado à compra na Tower Records de Shibuya.[27]